# Тетрайодид цирконію
Йоди́д цирко́нію(IV) або Тетрайодид цирконію — хімічна сполука з формулою ZrI4. Це найдоступніший йодид цирконію. Це тверда речовина оранжевого кольору, яка розкладається у присутності води. Сполука колись була видатною як проміжний продукт у очищенні металевого цирконію.

## Структура
Як і більшість бінарних галогенідів металів, йодид цирконію(IV) має полімерну структуру. Згідно з рентгенівською кристалографією, сполука складається з октаедричних Zr(IV) центрів, з'єднаних між собою чотирма подвійними містковими йодидними лігандами. Відстані Zr-I 2,692 (кінець) і 3,030 Å

## Використання
Тетрайодид цирконію використовується виключно при виробництві металевого цирконію високої чистоти.